# Stokrotka
Stokrotka Sp. z o.o. ist ein polnisches Unternehmen, das unter dem Namen Stokrotka (Eigenschreibweise: stokrotka) Supermärkte betreibt. Das Unternehmen gehört seit Mai 2018 vollständig zum litauischen Unternehmen Maxima grupė. Der Name der Kette bzw. des Unternehmens leitet sich vom polnischen Wort für Gänseblümchen (stokrotka) ab, folglich ist ein Gänseblümchen auch Teil des Logos.

## Geschichte

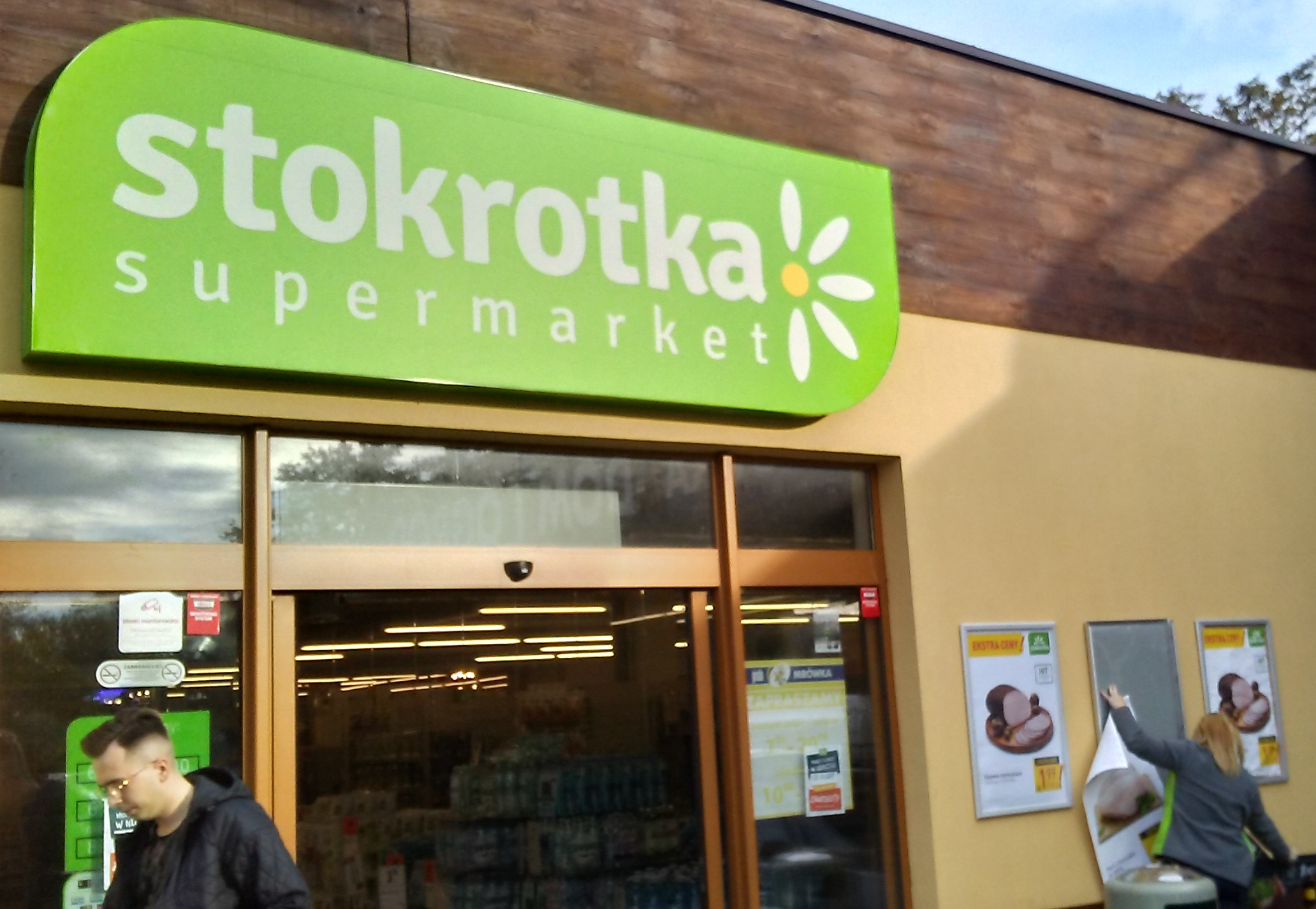
Stokrotka supermarket-Filiale in Tomaszów Mazowiecki

Die Historie des Unternehmens reicht bis 1994 zurück. In diesem Jahr wurde das Unternehmen Eden in Lublin gegründet, zwei Jahre später eröffnet in der Nähe von Lublin der erste Markt. Zu Beginn des neuen Jahrtausend wurde der Name Eden abgelöst, im Jahr 2000 wurde er durch Stokrotka ersetzt. Die Expansion wurde in den Folgejahren fortgeführt, 2009 betrieb man bereits 30 Standorte. 2013 wurde ein neues Erscheinungsbild entwickelt, das Design der Märkte überarbeitet und das heutige Logo eingeführt. Die Eröffnung des ersten Marktes nach dem neuen Standard erfolgte im Oktober des Jahres in Dąbrowice bei Lublin. Im Folgejahr wurden Grundlagen für ein Franchise-Konzept entwickelt. Die Expansion wurde weiter vorangetrieben, sodass man 2015 bereits die 300. Filiale eröffnen konnte. In Ryki eröffnete am 28. September 2017 die 400. Filiale. Ebenfalls 2017 wurde ein Konzept für Convenience-Stores entwickelt, das unter Stokrotka Express betrieben wird.
Zwei weitere Meilensteine konnte 2018 erreicht werden. So wurde zum einen die 500. Filiale eröffnet, zum anderen ging ein zweites Logistikzentrum in Lublin in Betrieb. Im April 2018 wurde die Maxima-Gruppe mit 93,7 Prozent Hauptaktionär des Unternehmens Emperia Holding SA, zum damaligen Zeitpunkt Eigentümer von Stokrotka. Der Aktienkauf wurde auf 276 Millionen Euro beziffert. Vorausgegangen war die am 4. April 2018 erteilte Zustimmung der polnischen Kartellbehörde UOKiK zum vollständigen Kauf des Unternehmens. Am 17. Mai 2018 gab Maxima bekannt nun zu 100 Prozent Anteilseigener zu sein. Nach der Übernahme entschied man sich den Namen der bereits zuvor bestehende, eigenen Supermarktkette Aldik zu Gunsten Stokrotka aufzugeben und alle 30 Filialen nach Juli 2018 umzuflaggen. Der Prozess wurde am 13. September 2018 mit der Umflaggung der ersten Aldik-Filialen in Lublin eingeleitet und konnte bis Herbst des gleichen Jahres abgeschlossen werden. Bereits zum 31. August 2018 verschmolz das Unternehmen Aldik Nova Sp. z o.o. offiziell auf Stokrotka. Auch die zur Maxima-Gruppe gehörende Kette Sano wurde schließlich umgeflaggt, die Fusion der beiden Unternehmen erfolgte Anfang 2019. Der Umflaggungsprozess begann am 14. Februar 2019 mit den ersten neun Filialen in Bydgoszcz, am 11. April 2019 wurde die Umflaggung mit Filialen in Człuchów und Szczecinek abgeschlossen. Das Motto der Umflaggung lautete Teraz Sano = Stokrotka (dt.: Jetzt Sano = Stokrotka). Im selben Jahr eröffnete man in Puszczykowo den 600. Markt und das dritte Logistikzentrum, das sich in Psary befindet. Seit April 2020 besteht die Möglichkeit über einen eigenen Onlineshop nach dem Click & Collect-Prinzip Lebensmittel und Non-Food-Sortimente zur Abholung zu bestellen. Durch weitere Filialeröffnungen konnte man im Dezember 2022 bereits mehr als 900 Filialen zählen.

## Vertriebslinien
Aktuell (September 2023) betreibt Stokrotka vier Vertriebslinien:
- stokrotka supermarket: Supermärkte, mit einer Fläche zwischen 400 und 800 m²[4][12]
- stokrotka market (seit 2014): Nahversorger, mit einer Fläche zwischen 150 und 400 m²[4][12]
- stokrotka express (seit 2017): Convenience-Stores, mit einer Fläche zwischen 50 und 120 m²[4][12]
- stokrotka optima (seit 2019): Discount-Konzept mit Supermarktelementen[4]

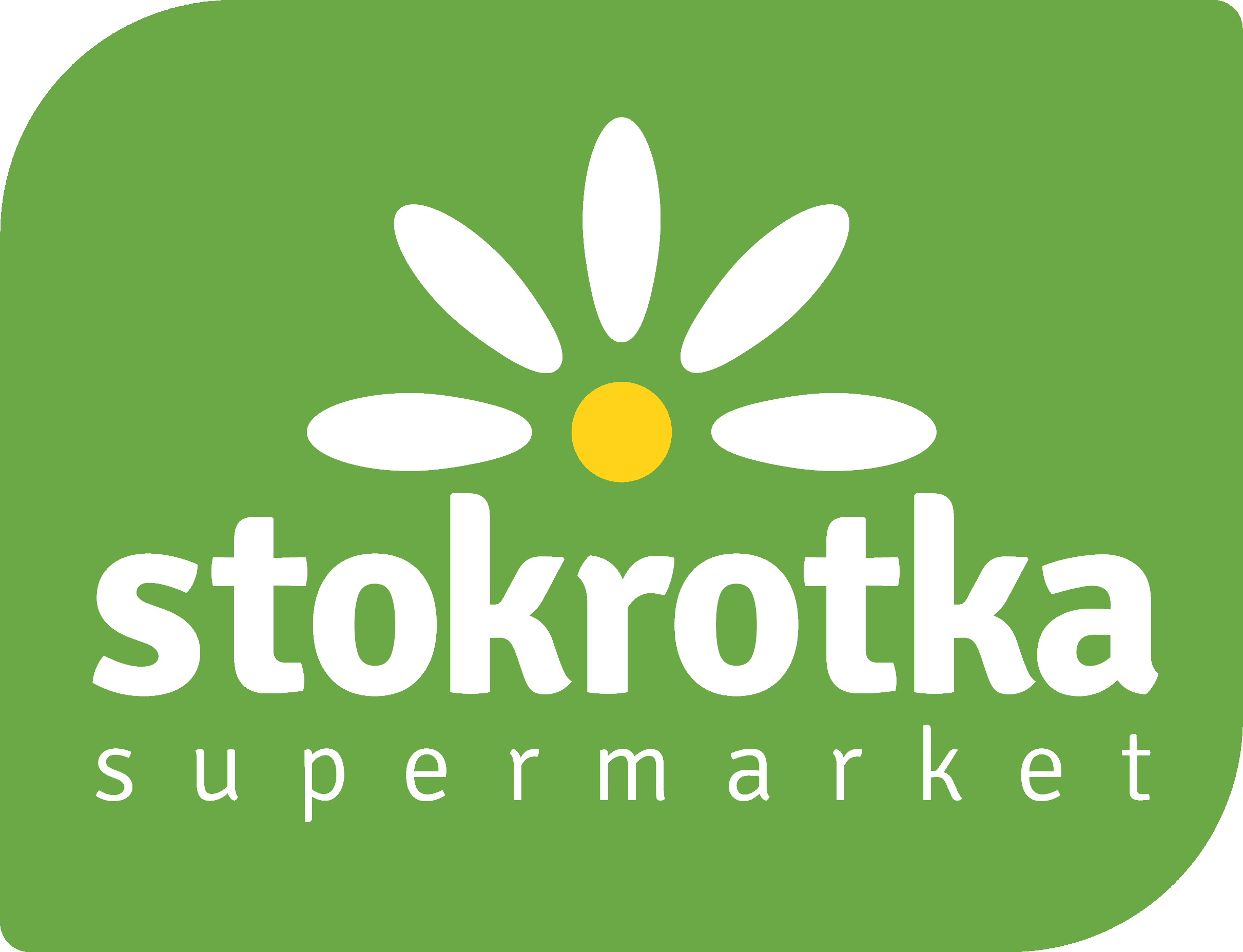
Logo der Vertriebslinie stokrotka supermarket
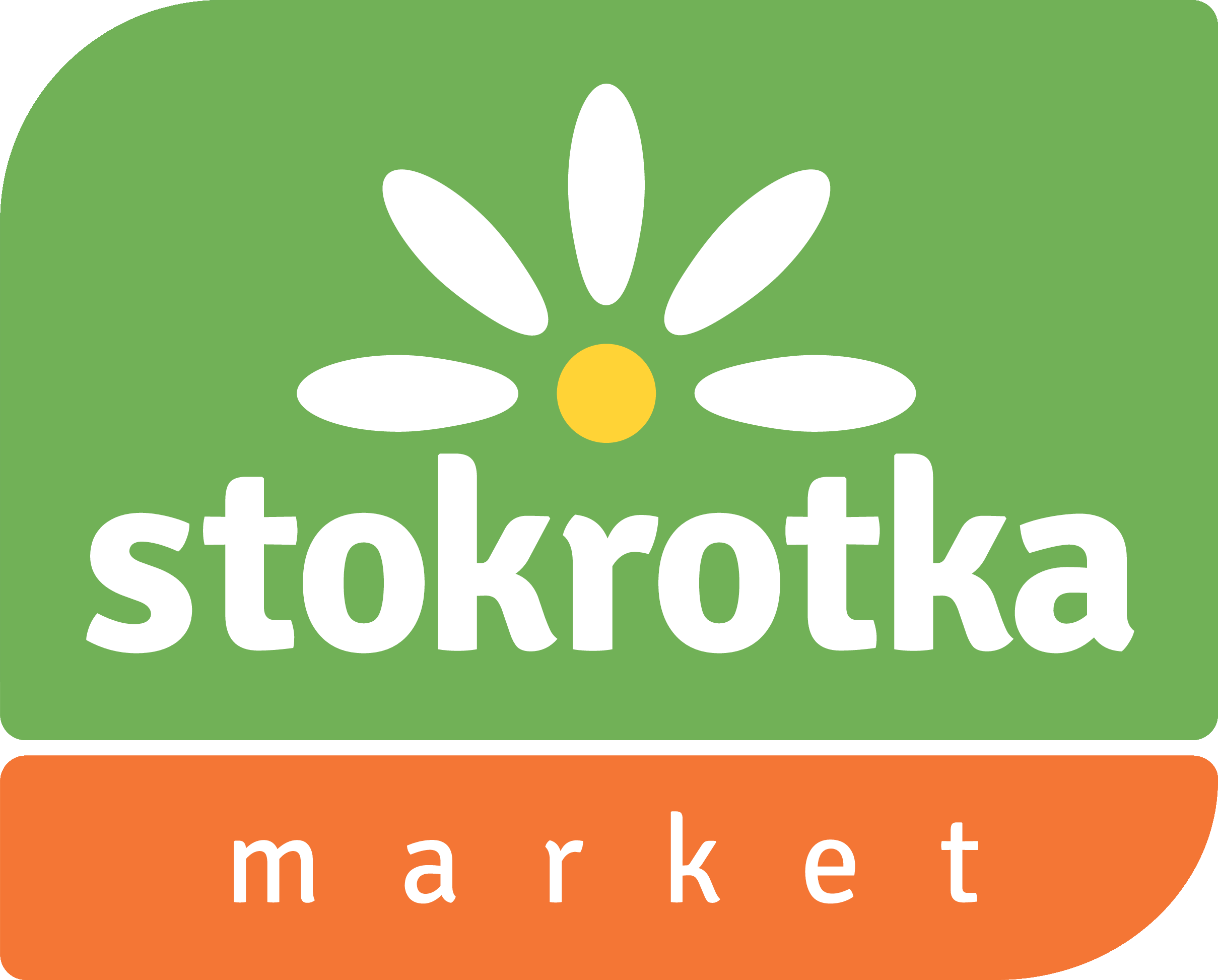
Logo der Vertriebslinie stokrotka market
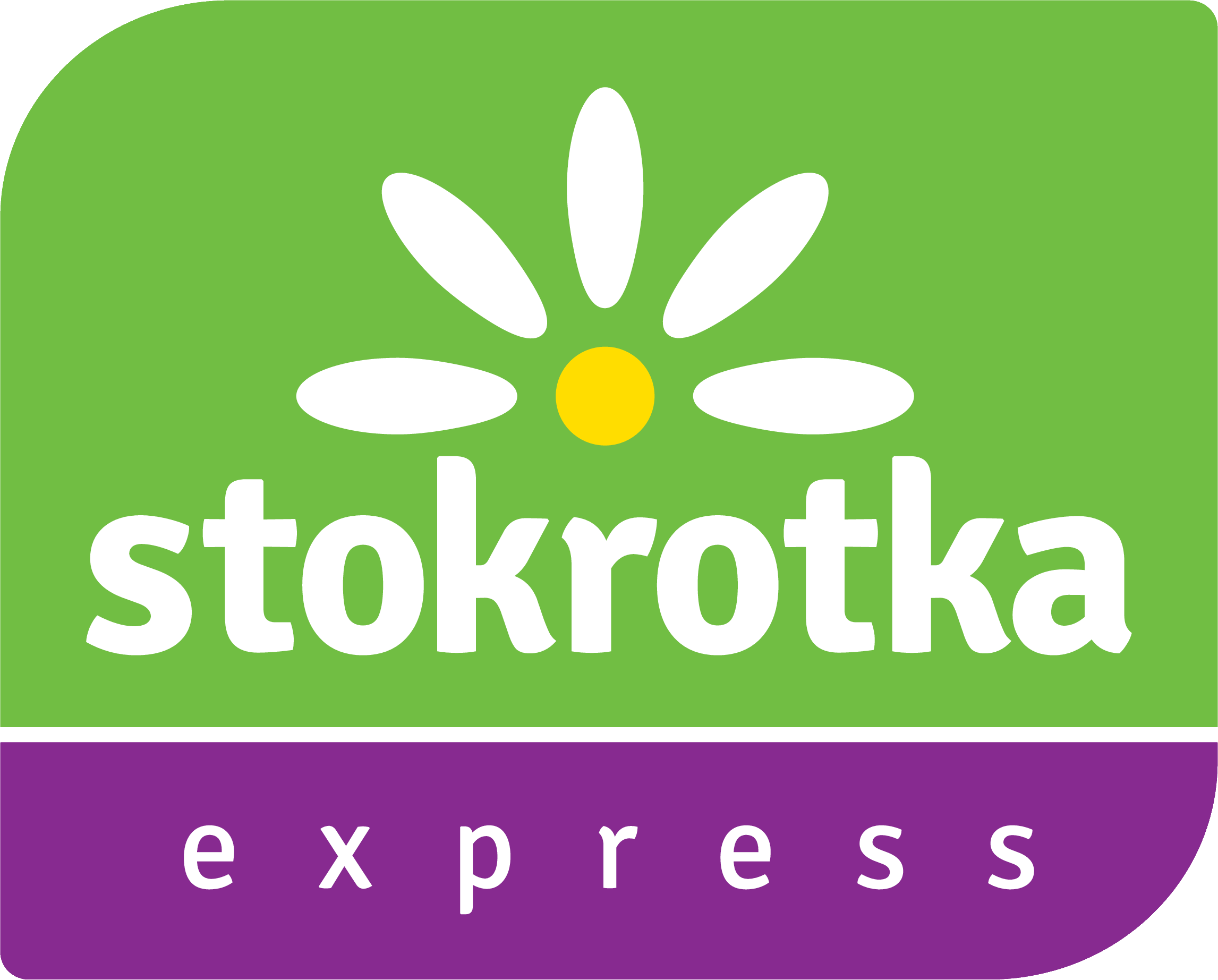
Logo der Vertriebslinie stokrotka express
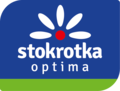
Logo der Vertriebslinie stokrotka optima